# 瓦讷库尔
瓦讷库尔（法語：Vannecourt，法語發音：[vankuʁ]）是法国摩泽尔省的一个市镇，属于萨尔堡-萨兰堡区。

## 地理
瓦讷库尔（48°52'54"N, 6°32'59"E）面积9.55 平方千米，位于法国大東部大區摩泽尔省，该省份为法国东北部内陆省份，是洛林的一部分，西南接默尔特-摩泽尔省，东临下莱茵省，北与卢森堡和德国接壤。
与瓦讷库尔接壤的市镇（或旧市镇、城区）包括：比利永库尔、布雷安堡、达兰、丰特尼、奥龙、皮蒂尼、瓦克西。

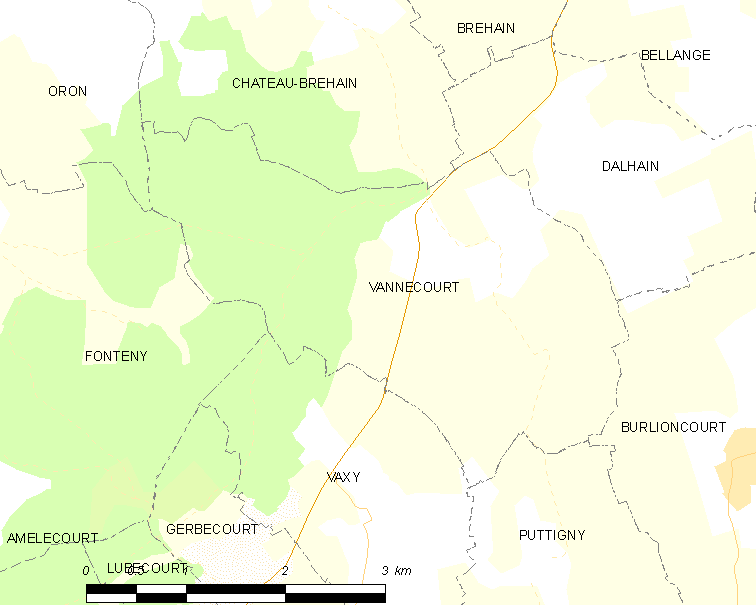
瓦讷库尔的OSM定位图

瓦讷库尔的时区为UTC+01:00、UTC+02:00（夏令时）。

## 行政
瓦讷库尔的邮政编码为57340，INSEE市镇编码为57692。

## 政治
瓦讷库尔所属的省级选区为索努瓦县。

## 人口

1962-2008年间瓦讷库尔人口变化图示

瓦讷库尔于2022年1月1日时的人口数量为69人。